# Scissortail rasbora
Cá lòng tong đuôi kéo (Danh pháp khoa học: Scissortail rasbora) là một loài cá trong họ cá lòng tong đá. Cá đẻ trứng dính trên giá thể mềm. Tách cá bố mẹ ra khỏi trứng sau khi đẻ. Trứng nở sau 24 – 48 giờ. Cá ăn tạp từ trùng chỉ, côn trùng, giáp xác đến thức ăn viên.